# Anacamptodes intractaria
Anacamptodes intractaria là một loài bướm đêm trong họ Geometridae.